# Elfriede Hengstenberg
Elfriede Hengstenberg (* 22. Dezember 1892 in Meran; † 4. Oktober 1992 in Berlin) war eine deutsche Pädagogin.

## Leben
Elfriede Hengstenberg wurde als fünftes Kind geboren. Ihr Vater, der Ingenieur Rudolph Hengstenberg, stammte aus einer westfälischen Theologenfamilie, und ihre Mutter, Mathilde Hengstenberg geborene Weißenborn, war die Tochter eines Gothaer Bauunternehmers. 1894 folgte als sechstes Kind ihr jüngerer Bruder Rudolf Hengstenberg.
Nach der Übergabe des 1877 vom Vater in einem Konkursverfahren gekauften Gas- und Wasserwerkes der Stadt Meran, zog die Familie im Jahr 1899 nach Berlin. Rudolph Hengstenberg sen. unterstützte seinen ältesten Sohn Alfried in seinem Versorgungsbetrieb in Birkenwerder, und die Familie baute eine Villa in Wannsee, an der Friedrich-Carl-Strasse 8 (heute Am Sandwerder 30).
Schon während ihrer Schulzeit belegte Elfriede Hengstenberg Kurse in gymnastischer Rhythmik nach Émile Jaques-Dalcroze. Unmittelbar nach dem Lyzeumsabschluss ging sie nach Hellerau und nahm Gymnastikunterricht bei Rudolf Bode. Ihr Diplom als Gymnastiklehrerin erwarb sie in der von Bode neu gegründeten Münchner Schule für Plastische Gymnastik. 1915 – während des Ersten Weltkriegs – kehrte Elfriede Hengstenberg nach Berlin zurück.
Aufgrund einer Empfehlung von Carl Ludwig Schleich lernte Hengstenberg 1917 die Arbeitsweise von Elsa Gindler kennen, bei der sie Privatunterricht nahm. Seit dieser Zeit gehörte Hengstenberg zu Gindlers engstem Freundeskreis, zu dem auch Charlotte Selver zählte. Ab 1924 besuchte Elfriede Hengstenberg auch die Kurse des Musikpädagogen Heinrich Jacoby, der mit Elsa Gindler zusammen eine besondere Erwachsenenbildung entwickelte. Sie begann damit, beide Ansätze auf ihre eigene Arbeit mit Kindern zu übertragen. Diese Einflüsse einer ganzheitlichen Sichtweise der Bewegungsbildung und Musikpädagogik veranlassten Elfriede Hengstenberg zur Entwicklung eines neuen Konzeptes der Bildung und Entfaltung durch Bewegung.
Nach ihrem Konzept unterrichtete sie von 1928 bis 1933 an der Montessori-Schule in Berlin-Dahlem. Auf Einladung der Kinderärztin Emmi Pikler konnte sie in den Jahren 1935, 1936 und 1937 Sommerkurse für Erwachsene in Budapest geben. Zuvor hatten beide die Ähnlichkeit ihrer Ansätze festgestellt:
„Sie sahen das Bedürfnis nach Selbstständigkeit als wesentliches Merkmal kindlicher Entwicklung. Diese selbständige Entwicklung von Bewegung sahen Pikler und Hengstenberg als Grundlage für eine gesunde Entfaltung der Persönlichkeit. Daher war die höchste Maxime von Elfriede Hengstenberg bei ihrer Arbeit mit Kindern: Achtung vor der Eigeninitiative des Kindes.“
Nach dem Zweiten Weltkrieg war Elfriede Hengstenberg in West-Berlin im Auftrag des Senats zwischen 1950 und 1960 in der Lehrerausbildung tätig und gab Kurse für Schulkinder und Privatstunden für Erwachsene.

## Quelle
- Kim Traxler: Das Bewegungskonzept Elfriede Hengstenbergs. (PDF, 222 kB)